# Theodor Eicke
Theodor Eicke (Hampont, 17 oktober 1892 - Orilka, 26 februari 1943) was een Obergruppenführer in de SS, oprichter van de SS-Totenkopfverbände en een sleutelfiguur in de oprichting van de concentratiekampen in nazi-Duitsland.

## Biografie
Eicke werd geboren in Hudingen (Hampont) in Lotharingen (nu Frankrijk), dat toen nog Duits gebied was. Hij kwam uit een gezin van elf kinderen. Hij deed dienst in het Beiers leger van 1909 tot het eind van de Eerste Wereldoorlog. Daarna werd hij politieagent. In 1928 werd hij lid van de NSDAP en sloot hij zich aan bij de SA, die in die tijd werd aangevoerd door Ernst Röhm. In 1930 verruilde Eicke de SA voor de SS. Hij kon goed opschieten met het hoofd van de SS, Heinrich Himmler en ondanks zijn soms wat lastige persoonlijkheid klom hij snel op in de SS. In juni 1933 werd Eicke commandant van het eerste concentratiekamp Dachau en kreeg de rang van Oberführer. Zijn persoonlijke motto was: tolerantie is een teken van zwakheid. Zijn brute manier van bevelen in Dachau stond spoedig model voor andere kampbestuurders. Dat hield onder andere in het martelen van gevangenen en de aanmoediging van het barbaarse gedrag van de doodshoofdtroepen.

## Dachau
Hij werd op 26 juni 1933 commandant van het concentratiekamp Dachau. Op 1 oktober 1933 werden de door Eicke opgestelde beleidsvoorschriften voor de behandeling van gevangenen in alle Duitse gevangenenkampen van kracht. Hij was ook verantwoordelijk voor de oprichting van de SS-Totenkopfverbände in oktober 1934. Himmler had veel waardering voor Eickes handelen en benoemde hem eind 1934 tot Inspecteur der Concentratiekampen en commandant van de SS-Totenkopfverbände, die werden gevormd uit de voormalige, reguliere SS-concentratiekampbewakers.
Tijdens de afrekening van Hitler met de SA tijdens de Nacht van de Lange Messen in juni 1934 was Eicke de leider van de groep SS'ers die SA-leider Ernst Röhm executeerde.
Eickes SS-Totenkopf-eenheden werden vanaf 1939 ook ingezet aan het front. Daartoe werden deze eenheden door Himmler opgenomen in de Waffen-SS onder de naam SS-Division Totenkopf.
Eicke werd op 26 februari 1943 in zijn verkenningsvliegtuig neergehaald door Russisch vuur. Hij stortte neer in een kale steppe, nabij het Oekraïense Orilka, bij Charkov, alwaar hij overleed. Een gevechtsgroep van zijn 3e SS-Division Totenkopf haalde zijn lichaam samen met dat van de piloot Oberfeldwebel Michael Werner en SS-Hauptsturmführer Friedrich achter de vijandelijke linies weg. Vrij snel na zijn dood kreeg het Totenkopf Panzerregiment toestemming om een rouwband te dragen met daarop de naam van Eicke.

## Militaire loopbaan
Eicke bekleedde verschillende rangen in zowel de Allgemeine-SS als Waffen-SS. De volgende tabel laat zien dat de bevorderingen niet synchroon liepen.
| Datum                                              | Beiers leger            | Politie              | Sturmabteilung | Allgemeine-SS        | Waffen-SS                       |
| -------------------------------------------------- | ----------------------- | -------------------- | -------------- | -------------------- | ------------------------------- |
| 23 oktober 1909                                    | Zweijährig-Freiwilliger | —                    | —              | —                    | —                               |
| 1 oktober 1913                                     | Zahlmeisteraspirant     | —                    | —              | —                    | —                               |
| 1 maart 1919                                       | Unterzahlmeister        | —                    | —              | —                    | —                               |
| 1 maart 1919                                       | Zahlmeister             | —                    | —              | —                    | —                               |
| December 1919                                      | —                       | Polizeipraktikant    | —              | —                    | —                               |
| Juni 1920/1921                                     | —                       | Offiziersanwärter    | —              | —                    | —                               |
| Herfst 1921                                        | —                       | Kriminalhilfsbeamter | —              | —                    | —                               |
| 1921                                               | —                       | Polizeihilfsmeister  | —              | —                    | —                               |
| 28 augustus 1928                                   | —                       | —                    | SA-Truppführer | —                    | —                               |
| 29 juli 1930                                       | —                       | —                    | —              | SS-Mann              | —                               |
| 20 augustus 1930                                   | —                       | —                    | —              | SS-Truppführer       | —                               |
| 27 november 1930                                   | —                       | —                    | —              | SS-Sturmführer       | —                               |
| 15 februari 1931 (met ingang vanaf 30 januari 1931 | —                       | —                    | —              | SS-Sturmbannführer   | —                               |
| 15 november 1931                                   | —                       | —                    | —              | SS-Standartenführer  | —                               |
| 21 oktober 1932                                    | —                       | —                    | —              | SS-Oberführer        | —                               |
| 3 april 1933(gedegradeerd)                         | —                       | —                    | —              | SS-Mann              | —                               |
| 26 juni 1933 (met Patent van 21 oktober 1933)      | —                       | —                    | —              | SS-Oberführer        | —                               |
| 30 januari 1934                                    | —                       | —                    | —              | SS-Brigadeführer     | —                               |
| 11 juli 1934                                       | —                       | —                    | —              | SS-Gruppenführer     | —                               |
| 14 november 1939                                   | —                       | —                    | —              | —                    | Generalleutnant in de Waffen-SS |
| 20 april 1942                                      | —                       | —                    | —              | SS-Obergruppenführer | Generaal in de Waffen-SS        |

## Lidmaatschapsnummers
- NSDAP-nr.: 114 901[13] (lid geworden 1 december 1928[2][3][5][1])
- SS-nr.: 2921[13] (lid geworden 29 juli 1930[2][3][1])

## Onderscheidingen
Selectie:
- Ridderkruis van het IJzeren Kruis op 26 december 1941 als SS-Gruppenführer en Generalleutnant in de Waffen-SS en Commandant van de SS-Division "Totenkopf"[3][10][16][17]
- Ridderkruis van het IJzeren Kruis met Eikenloof (nr.88) op 20 april 1942 als SS-Obergruppenführer en Generaal in de Waffen-SS en Commandant van de SS-"Totenkopf" Division/X.Armee-Korps/16.Armee/Heeresgruppe Nord[3][10][18]
- IJzeren Kruis 1914, 2e Klasse[3][5][14][17]
- IJzeren Kruis 1939, 1e Klasse (31 mei 1940[3][19][17])
- Herhalingsgesp bij IJzeren Kruis 1939, 2e Klasse (26 mei 1940[3][19][20][17])
- Gewondeninsigne 1939 in zilver[15][19] in 1941[3] in 1941[17]
- Gouden Ereteken van de NSDAP[14] op 30 januari 1939[3] - 30 januari 1940[19]
- SS-Ehrenring[13][14]  op 1 december 1937[21]
- Erekruis voor Frontstrijders in de Wereldoorlog[3][14] in 1934[21]
- Medaille Winterschlacht im Osten 1941/42 in 1942[3][17]
- Orde van Militaire Verdienste (Beieren), 2e Klasse[5][22]
- Kruis voor Militaire Verdienste (Brunswijk)[5] aan Lint voor "Kämpfer"[21]
- Ehrendegen des Reichsführers-SS[13] op 1 december 1937[21]
- Hij werd eenmaal genoemd in het Wehrmachtsbericht. Dat gebeurde op:
- 21 oktober 1942[3][23]